# Handschuh-Kopf
Der Handschuh-Kopf ist ein 323,9 m hoher Berg in Rheinland-Pfalz. Er gehört zum Wasgau, der den Südteil des Pfälzerwalds bildet.

## Geographische Lage

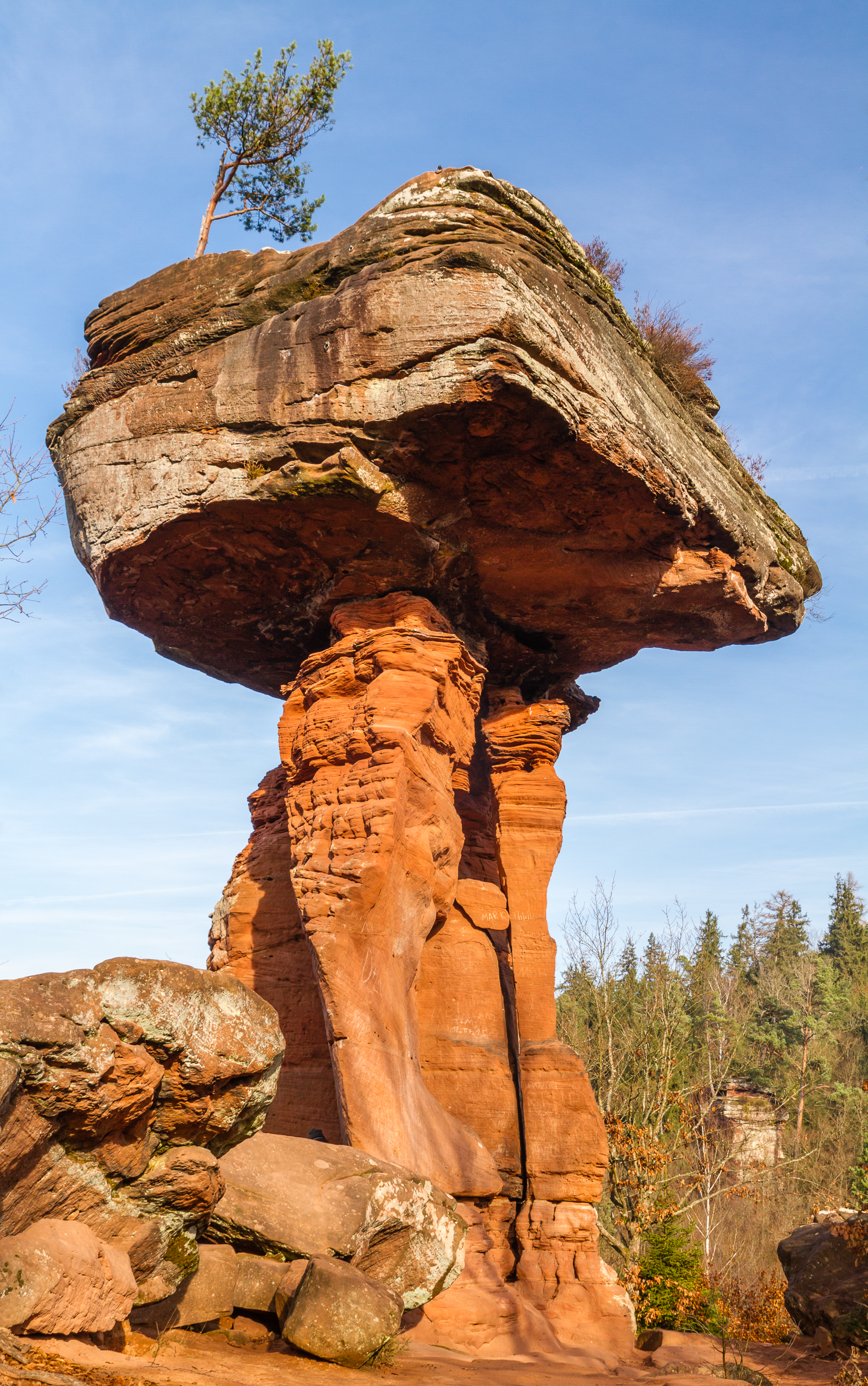
Benachbart: Teufelstisch

Der Berg erhebt sich im Landkreis Südwestpfalz westlich von Hinterweidenthal und südwestlich von deren Teilort Kaltenbach. Er wird auf seiner West- und Nordseite vom Salzbach umflossen, der nacheinander an der Westflanke des Bergs von links den Walmersbach sowie an der Nordwestflanke – ebenfalls von links – den Kaltenbach aufnimmt. Am Nordostfuß des Bergs mündet der Salzbach von rechts in die Lauter, die hier an ihrem Oberlauf Wieslauter genannt wird. Am Ostfuß mündet außerdem von links der Horbach in letztere.
300 m südwestlich der Bergkuppe steht, erreichbar über einen Höhenrücken, der Teufelstisch, eine markante Felsformation, die zu den Wahrzeichen der Pfalz zählt.

## Verkehr
Nördlich des Handschuh-Kopfs verläuft die Bundesstraße 10 (Pirmasens–Landau), östlich die Bundesstraße 427 (Hinterweidenthal–Bad Bergzabern). In die B 10 mündet nordwestlich des Bergs die Landesstraße 487 (Salzwoog–Hinterweidenthal), die zuvor den Salzbach linksseitig begleitet.
Aus Osten, von Hinterweidenthal aus, ist der Gipfel des Handschuh-Kopfs über einen kurzen Wanderweg erreichbar; aus Nordwesten, von der L 487 her, ist der Fußweg etwas länger. An der Ostflanke des Bergs führt der Fernwanderweg Donnersberg–Donon entlang.
Östlich des Bergs verläuft die Wieslauterbahn; in diesem Bereich steht außerdem der Bahnhof Hinterweidenthal Ort.

## Tourismus
Der aus Sandstein bestehende Felsklotz auf der Bergkuppe gehört zum Klettergebiet Pfälzer Wald. Seine bis 10 m hohen Wände bieten Sportkletterern zwölf Routen mit den Schwierigkeitsgraden UIAA III bis V.